# Pałac w Litomyšli
Pałac w Litomyšli (cz. Zámek v Litomyšli) – pałac w Litomyšli, w kraju pardubickim w Czechach. Jest uważany za jeden z najlepszych przykładów renesansowego zamku arkadowego, typu budynku, który został wymyślony we Włoszech, a potem zmodyfikowany w Europie Środkowej w XVI wieku. Należy do najważniejszych zabytków architektury Pogranicza Czesko-Morawskiego i jest jednym z najlepszych przykładów architektury renesansu w Czechach.
W 1962 obiekt został wpisany na listę narodowych zabytków kultury Republiki Czeskiej. W 1999 został wpisany na listę światowego dziedzictwa UNESCO.

## Historia
Według dokumentu z roku 1398 wiadomo, że istniał tu już pierwszy zamek. Badania archeologiczne i historyczne wykazały pozostałości średniowiecznej struktury poniżej oraz wewnątrz obecnego zamku. W 1425 roku miasto zostało zdobyte po oblężeniu przez husytów. Renowacja została przeprowadzona pod koniec wojen husyckich przez nowych właścicieli Litomyšli, rodzinę Kostków z Postupic. Był jednak trzykrotnie niszczony przez pożary z lat 1460, 1546 i z 1560. Ostatni pożar był najbardziej dotkliwy i niemal doprowadził zamek do ruiny.
Zniszczoną twierdzę w 1567 przejął Wysoki Kanclerz Królestwa Czech Vratislav II z Pernštejna. Nowy właściciel polecił zbudować nowy pałac dla swej małżonki Marii Manrique de Lara. Zbudowano go w latach 1568–1581, a pracami kierował włoski architekt Giovanni Battista Aostalli. Pomagał mu także jego brat Oldřich (Ulrico). W roku 1649 zamek przejęli Trauttmansdorffovie, którzy dokonali drobnych zmian barokowych wewnątrz jak i na zewnątrz. W roku 1719 pałac przeszedł większą rekonstrukcję w stylu barokowym, za którą odpowiedzialny był architekt František Maximilián Kaňka. Duże zmiany, które dotyczyły wnętrza pałacu, miały miejsce w latach 1792–1796 (kiedy właścicielami zamku był ród Wallenstein-Wartembergów), jednak architekt Jan Kryštof Habich zachował renesansowe szczyty. Wówczas powstał także teatr, a jego dekorację malarską wykonał malarz wiedeńskiego dworu Josef Platzer. Od tego czasu nie było już żadnych zmian dotyczącej struktury, projektu czy dekoracji zamku. W roku 1855 właścicielami zamku zostali Thurn-Taxisovie.
Na terenach zamkowych kręcono następujące filmy: Filozoficzna opowieść (1937), Młode lata (1952), Zapomnij o Mozarcie (1985) i Szkarłatny kwiat (1999).

## Opis
Obiekt jest czteroskrzydłowy i trzypiętrowy. Południowo-wschodni róg skrzydła wschodniego zawiera kaplicę zamkową. Zewnętrzne ściany i szczyty zdobi sgraffito. Główny dziedziniec przystrojony jest na trzech ścianach renesansowym krużgankiem z trzema kondygnacjami arkad. Czwartą ścianę pokrywają malowidła o treści batalistycznej (w tym m.in. kopia manierystycznego obrazu Giulia Romana z Watykanu).
Zwiedzanie z przewodnikiem możliwe jest na dwa sposoby. Pierwszy pozwala zapoznać się z XVIII-wiecznym teatrem, w którym młody Bedřich Smetana pierwszy raz w życiu zagrał dla szerszej publiczności (miejsce urodzin kompozytora znajduje się zaraz obok pałacu) oraz z komnatami na pierwszym piętrze zachodniego skrzydła budowli. Drugi wariant obejmuje zwiedzanie renesansowej kaplicy św. Michała i sali bankietowej (pierwsze piętro wschodniego i północnego skrzydła).